# Henry Ellenbogen

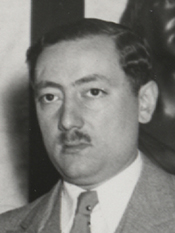
Henry Ellenbogen

Henry Clayton Ellenbogen (* 3. April 1900 in Wien, Österreich-Ungarn; † 4. Juli 1985 in Miami, Florida) war ein US-amerikanischer Politiker. Zwischen 1933 und 1938 vertrat er den Bundesstaat Pennsylvania im US-Repräsentantenhaus.

## Werdegang
Henry Ellenbogen besuchte die öffentlichen Schulen seiner österreichischen Heimat. Danach begann er an der Universität Wien ein Jurastudium. Bald darauf wanderte er in die Vereinigten Staaten aus, wo er sich in Pittsburgh niederließ. Bis 1924 studierte er an der dortigen Duquesne University, wobei er unter anderem sein Jurastudium beendete. Nach seiner 1926 erfolgten Zulassung als Rechtsanwalt begann er in Pittsburgh in diesem Beruf zu arbeiten. Unter anderem war er als Schlichter in Arbeitsfragen zwischen der Bundesbehörde National War Labor Board und dem Third Regional War Labor Board tätig. Ellenbogen verfasste auch zahlreiche Artikel zu wirtschaftlichen und sozialen Themen. Politisch schloss er sich der Demokratischen Partei an.
Bei den Kongresswahlen des Jahres 1932 wurde Ellenbogen im 33. Wahlbezirk von Pennsylvania in das US-Repräsentantenhaus in Washington, D.C. gewählt, wo er am 4. März 1933 die Nachfolge des Republikaners Melville Clyde Kelly antrat. Nach zwei Wiederwahlen konnte er bis zu seinem Rücktritt am 3. Januar 1938 im Kongress verbleiben. Während dieser Zeit wurden dort viele der New-Deal-Gesetze der Roosevelt-Regierung verabschiedet. 1935 wurden erstmals die Bestimmungen des 20. Verfassungszusatzes angewendet, wonach die Legislaturperiode des Kongresses jeweils am 3. Januar endet bzw. beginnt.
Henry Ellenbogens Rücktritt als Kongressabgeordneter erfolgte nach seiner Wahl zum Richter am Berufungsgericht im Allegheny County. Dieses Amt bekleidete er zwischen 1938 und 1966. Seit 1963 war er dort Vorsitzender Richter. Er verbrachte seinen Ruhestand in Miami, wo er am 4. Juli 1985 verstarb.